# Exterminador Operación P.R.
Exterminador Operación P.R. es el séptimo álbum producido por el cantante cristiano Redimi2, y el primero de la trilogía homónima. Cuenta con la colaboración de otros cantantes cristianos, como Vico C, Danny Berrios, Lucía Parker, Annette Moreno, Cecilio Ramírez, además de una participación especial con sus colegas Manny Montes, Goyo, Alex Zurdo, Maso, Sugar, Michael Pratts en la canción titulada «7 en el micrófono».
El álbum fue promocionado con 4 sencillos, "Estoy Aquí", "Pao, Pao, Pao", "Ella no cree en el amor" y Es con Dios", todos estos con su respectivo vídeo musical. Justamente, en el vídeo "Pao Pao Pao", participa el actor César Farrait, conocido por su papel en Talento de barrio.

## Lista de canciones
1. «Intro - Exterminador (con Annette Moreno)» 
 Producido por StereoPhonics
2. «Estoy aquí (con Lucía Parker)» 
 Producido por Effecto
3. «Pao pao pao (con Vico C)»  
 Producido por Alex Zurdo, StereoPhonics, Jetson
4. «Ella no cree en el amor» 
  Producido por Effecto
5. «Es con Dios» 
 Producido por Alex Zurdo, Jetson
6. «Por que me haces daño?» 
 Producido por Effecto
7. «Sangre en el caserío (con Cecilio Ramírez)» 
 Producido por StereoPhonics
8. «7 en el micrófono PR (con Alex Zurdo, Manny Montes, Maso, Goyo, Michael Pratts, Sugar)» 
 Producido por Alex Zurdo, Stack & DJ Génesis
9. «Eto' he' pa' hoy» 
 Producido por Effecto
10. «Dios bendiga a Puerto Rico» 
 Producido por StereoPhonics
11. «El día de Dios (con Danny Berrios)» 
 Producido por Effecto
12. «Outro-llamado» 
 Producido por Effecto